# Barani (Burkina Faso)
Barani ist sowohl eine Gemeinde (französisch commune rurale) als auch ein dasselbe Gebiet umfassendes Departement im westafrikanischen Staat Burkina Faso in der Region Boucle du Mouhoun und der Provinz Kossi. Im Jahr 2006 hatte die Gemeinde in 44 Dörfern 47.991 Einwohner, in der Mehrzahl Fulbe und Bwaba.